# Agaush
El agaush eren una casta de Sumer formada pels caps dels eren. Els eren foren els treballadors de l'estat, normalment treballadors de palau, de l'administració, serveis de correus, obres públiques i manteniment de temples, i també els militars que es dedicaven a la milícia contínuament (la resta del poble era mobilitzat per períodes fixes o en moments puntuals). D'aquest eren van sorgir uns vigilants (gendarmes) encarregats de la seva vigilància, la qual cosa vol dir que segurament el rendiment dels eren havia anat minvant amb el temps i es va fer necessari posar uns controladors o encarregats de la seva vigilància. També es dedicaven a l'entrenament dels militars.